# Kolárovice
Kolárovice é um município da Eslováquia, situado no distrito de Bytča, na região de Žilina. Tem 27,54 km² de área e sua população em 2018 foi estimada em 1.796 habitantes. Foi citado pela primeira vez em documento oficial no ano de 1312.

## Demografia
| Ano:        | 1994 | 2004   | 2014   | 2024   |
| ----------- | ---- | ------ | ------ | ------ |
| Broj ljudi: | 1960 | 1890   | 1825   | 1786   |
| Razlika:    |      | -3,57% | -3,43% | -2,13% |

| Ano:               | 2023 | 2024   |
| ------------------ | ---- | ------ |
| Número de pessoas: | 1793 | 1786   |
| Diferença:         |      | -0,39% |